# Puccinia urticata
Espèce
Puccinia urticata, la Galle de l'Ortie, est une espèce de champignons basidiomycètes microscopiques de la famille des Pucciniaceae et responsable d'une rouille.

## Cycle évolutif
Le cycle évolutif de cette rouille est dit hétéroxène et macrocyclique. Ici l'hôte principal est un carex. L'hôte secondaire (écidien) est une ortie. Hétéroxène signifie que deux hôtes sont obligatoires pour boucler le cycle évolutif. Macrocyclique signifie que les quatre stades sont présents, spermatie, écidiospore, urédospore et téleutospore. C'est dans les téleutospores qu'a lieu la méiose.

## Systématique
Le nom correct complet (avec auteur) de ce taxon est Puccinia urticata F.Kern, 1917,.
En se basant sur les spécimens de Puccinia urticata infectant les Carex des Alpes, le mycologue autrichien Peter Zwetko distingue en 1993 plus d'une dizaine de variétés différentes selon leur espèce hôte,.

## Publication originale
- (en) Frank D. Kern, « North American Species of Puccinia on Carex », Mycologia, Mycological Society of America (d), NYBG et Taylor & Francis, vol. 9, no 4,‎ juillet 1917, p. 205-238 (ISSN 0027-5514 et 1557-2536, OCLC 1640733, DOI 10.1080/00275514.1917.12018919, lire en ligne).